# Mareura
Mareura là một chi bướm đêm thuộc họ Erebidae.